# Dido (cantora)
Dido Florian Cloud de Bounevialle O'Malley Armstrong (Londres, 25 de Dezembro de 1971) é uma cantora britânica conhecida por canções como "Here With Me", "Thank You" e "White Flag". O nome Dido vem de uma lendária rainha cartaginense, tendo optado por usá-lo como nome artístico por não gostar do nome Florian, que é um nome masculino na Alemanha.

## Biografia
Dido entrou na Guildhall School of Music de Londres aos seis anos de idade, e na adolescência já tocava com desenvoltura piano e violino, além de saber trabalhar em estúdio. Depois de viajar com um conjunto de música clássica, ela foi trabalhar como publicitária, enquanto cantava pela noite londrina.

### Início da carreira
Dido iniciou a carreira na década de 1990, fazendo participações especiais nos álbuns da banda de dance music Faithless, da qual faz parte seu irmão, o DJ e produtor Rollo Armstrong. Em 1996, o grupo lançou seu primeiro disco, "Reverence", que ultrapassou as cinco milhões de cópias vendidas em todo o mundo. Ao todo, Dido participou de todos os cinco álbuns de estúdio da banda. O sucesso fez Dido apostar em si mesma, tendo começado a gravar seu próprio material, música suave, levemente dançante, que combina elementos de pop acústico e eletrônico.

### No Angel(1999–2001)
Em 1999, Dido lançou o seu primeiro álbum a solo, No Angel, logo após a sua participação na bem-sucedida turnê de Sarah McLachlan, "Lilith Fair". No entanto, o álbum só veio a alcançar notoriedade no final de 2000, quando a canção "Thank You" foi adaptada pelo rapper Eminem, em "Stan", que mais tarde veio a se tornar um sucesso em todo o planeta. Além de "Thank You", "Here With Me" foi outro destaque, que tornou-se famosa ao ser tema de abertura do seriado Roswell (1999-2001). A música ganhou uma versão de Sarah Brightman. O "empurrão" dado por Eminem e Sarah levou as vendas de No Angel a ultrapassar os doze milhões de cópias em 2001, tornando-se o disco mais vendido do planeta nesse ano.

### Life for Rent(2003-2004)
Dido lançou seu segundo álbum, Life for Rent, com a participação do irmão e dos produtores Rick Nowels e P*nut, em 2003. O álbum se destacou com a canção "White Flag", que foi número 1 nas paradas europeias.[carece de fontes?] O álbum vendeu 9 milhões de cópias, e bateu um recorde vendendo 400 mil cópias no Reino Unido em apenas uma semana.[carece de fontes?]
A música que Dido também se destacou foi "My Lover's Gone", que foi usada na novela 'O CLONE', como tema de Mel (Débora Falabella) e de Xande (Marcello Novaes).

### Live 8(2005)
Na sequência da sua bem sucedida turnê mundial de 2004, Dido foi convidada a participar de três concertos do Live 8 em 2 de Julho de 2005 -  em Londres, esteve no Eden Project, na Cornualha, e por fim voou para Paris para cantar a solo e em dueto com o cantor e músico senegalês Youssou N'Dour.[carece de fontes?]

### Safe Trip Home(2008)
Seu terceiro álbum, Safe Trip Home, foi lançado em 3 de Novembro de 2008. Uma faixa de nome Look no Further foi disponibilizada em seu site em 22 de agosto e esteve disponível para download até 7 de setembro. Um single intitulado Don't Believe in Love chegou às rádios em setembro.
As gravações do álbum foram feitas no Abbey Road, em Londres, e no estúdio pessoal de Jon Brion, em Los Angeles. Durante a produção do álbum, Dido teve aulas noturnas de música e de Inglês na Universidade da Califórnia, em Los Angeles.
O lançamento do álbum foi adiado várias vezes, embora nenhuma razão oficial tenha sido dada para o acontecimento.

### Girl Who Got AwayeGreatest Hits(2013)
Dido começou a trabalhar em seu quarto álbum meses após o lançamento de Safe Trip Home, em 2008. Em julho de 2009, ela alegou que seu novo álbum apresentaria uma abordagem mais eletrônica do que em seus outros trabalhos. Em setembro de 2010, "Everything to Lose" foi lançada digitalmente, faixa que apareceu na trilha sonora de Sex and the City 2. Em 2011, após gravar "If I Rise", A.R. Rahman se juntou com Dido para gravar o clipe oficial da música.
De acordo com Dido, através de seu site oficial, ela gravou o álbum em Londres e na Califórnia e ela o descreveu como algo divertido e eletrônico. Algumas músicas foram gravadas num quarto de hotel com um teclado e um microfone durante uma viagem aos EUA. O álbum contará com colaborações de Rollo Armstrong, Sister Bliss, Lester Mendez, A.R. Rahman, Rick Nowels, Greg Kurstin e Jeff Bhasker. Em 02 de novembro de 2012, Dido postou uma foto anunciando a finalização de seu álbum.
Em 08 de novembro, seu site oficial foi relançado, anunciando o novo álbum. No mesmo dia, Dido postou uma foto, em seu Twitter, revelando que o título do álbum é "Girl Who Got Away".
O álbum foi lançado em 4 de março de 2013. O primeiro single, "No Freedom", foi lançado em janeiro de 2013.
Em novembro de 2013, Dido lançou sua coletânea Greatest Hits, uma compilação que incluía seus maiores sucessos, remixes e uma nova faixa, "NYC". O lançamento do álbum encerrou as obrigações contratuais que a cantora possuía com a RCA Records, e ela mencionou planos de lançar seus trabalhos de forma independente no futuro. A cantora anunciou que está escrevendo material para seu quinto álbum.

### Still on My Mind(2018-presente)
Dido assinou com a BMG para lançar seu quinto álbum no início de 2019. Dido trabalhou com seu irmão e antigo colaborador Rollo Armstrong, juntamente com Rick Nowels e Ryan Louder. Em 9 de novembro de 2018, Dido anunciou o título e capa do novo trabalho, Still on My Mind, que foi lançado em 8 de março de 2019.

## Vida pessoal
Após o lançamento de No Angel, em 1999, depois de muito tempo promovendo o álbum, Dido separou de seu marido, Bob Page, após um relacionamento de sete anos.
Dido é uma grande fã de Arsenal F.C. e foi aos jogos regularmente com seu pai quando era criança.
Em fevereiro de 2011, Dido divulgou em seu site que não iria se apresentar no 83ºª Cerimônia do Oscar, porque estava grávida de seu marido Gavin Rohan. Dido teve seu filho Stanley em julho de 2011. Essa notícia não foi liberada para a imprensa até dezembro de 2011.

## Discografia

### Álbuns de estúdio
- 1999 - No Angel
- 2003 - Life for Rent
- 2008 - Safe Trip Home
- 2013 - Girl Who Got Away
- 2019 - Still on My Mind

## Oscar 2011
Dido e A. R. Rahman, cantaram a trilha sonora do filme 127 Horas. A música recebeu o nome de If I Rise, que foi indicada ao Oscar de melhor trilha sonora, mas acabou perdendo para a trilha sonora do filme Toy Story 3.